# Doi cát cửa vịnh
Doi cát cửa vịnh là một mũi cát nhô hình thành nhờ quá trình tích tụ trầm tích của các dòng chảy dọc bờ và hoàn toàn chắn ngang cửa vịnh. Doi cát cửa vịnh đóng vai trò đê chắn giữa hai khối nước (vịnh và biển). Khi này, vịnh trở thành một vùng đầm phá, bắt đầu tích tụ trầm tích rồi dần chuyển hoá thành một đồng lầy ngập mặn nước nông. Nếu doi cát cửa vịnh có dạng trăng lưỡi liềm thì sẽ được gọi bằng cái tên là doi cát lưỡi liềm.
Doi cát cửa vịnh có thể gây bất lợi cho con người bởi tình trạng tích tụ trầm tích ở bến cảng. Người ta xây nên các đê chắn sóng tại cửa vịnh để hướng các con sóng ra phía biển, góp phần ngăn chặn sự hình thành các mũi nhô và doi cát cửa vịnh.